# Отто Нерц
Отто Нерц (нім. Otto Nerz, нар. 21 жовтня 1892, Гехінген (Цоллернальб) — пом. 18 квітня 1949, табір Заксенгаузен) — німецький футболіст, що грав на позиції півзахисника. По завершенні ігрової кар'єри — тренер, перший очільник тренерського штабу збірної Німеччини.

## Ігрова кар'єра
У дорослому футболі дебютував 1910 року виступами за команду клубу «Вальдгоф», в якій грав до 1919 року, в якому приєднався до берлінського «Теніс Боруссія», за який відіграв ще 5 сезонів. Завершив кар'єру футболіста виступами за команду «Теніс Боруссія» у 1924 році.

## Кар'єра тренера
Розпочав тренерську кар'єру відразу ж по завершенні кар'єри гравця, 1924 року, очоливши тренерський штаб клубу «Теніс Боруссія».
1926 року Нерца було призначено першим одноосібним головним тренером збірної Німеччини, підготовкою якої до того опікувався колегіальний орган — комітет Німецького футбольного союзу. На момент приходу Нерца до команди футбол у Німеччині був далеко не найпопулярнішим видом спорту, а німецька збірна відносилася чи не до найслабкіших в Європі.
Нерц відповідально поставився до завдання створення боєздатної національної команди — вивчав досвід найбільш прогресивних футбольних тактиків свого часу, а також зробив акцент на суворій дисципліні гравців як на футбольному полі, так й поза ним.
Першим міжнародним турніром збірної Нерца були змагання на літніх Олімпійських іграх 1928, де на стадії 1/8 фіналу німці впевнено здолали швейцарців (4:0), проте вже у чвертьфіналі потрапили на збірну Уругваю, яка фактично не залишила їм шансів (4:1), а згодом й стала золотими олімпійськими медалістами.
Перемога футболістів Уругваю на ОІ-1928 стала одним з факторів, що обумовили вибір саме цієї країни місцем проведення першого чемпіонату світу, що відбувся 1930 року і від участі в якому з огляду на тривалу і коштовну трансатлантичну подорож відмовилися більшість європейських збірних, включаючи збірну Німеччини. А ось на наступному чемпіонаті світу 1934 року в Італії очолювані Нерцем німці не лише взяли участь, але й стали одним з відкриттів. На стадіях 1/8 і 1/4 фіналу вони здолали відповідно збірні Бельгії і Швеції, які на той час відносилися до найсильніших команд Старого світу. Першу і єдину поразку збірній Німеччині на турнірі завдала збірна Чехословаччини у півфіналі, а в матчі за третє місце команда Нерца у важкому поєдинку взяла гору з рахунком 3:2 над ще одним фаворитом змагання, збірною Австрії.
Бронзові нагороди чемпіонату світу сприяли популяризації футболу в Німеччині та зростанню очікувань від результатів футбольної збірної країни. До того ж політичне керівництво на той час вже нацистської Німеччини робило значний акцент на розвиток фізичної культури і спорту та розглядало Олімпійські ігри 1936 року у власній столиці як майданчик для демонстрації домінування німців у спорті. З огляду на ці фактори виступ футбольної збірної Німеччини на цих іграх був визнаний провальним — команда Нерца припинила боротьбу вже на стадії чвертьфіналів, програвши 0:2 збірній Норвегії, яка до лідерів тогочасного футболу ажніяк не відносилася. Ця поразка, за якою наживо спостерігали лідери Третього Рейху Гітлер і Геббельс, коштувала Отто Нерцу посади очільника тренерського штабу збірної — невдовзі його було замінено Зеппом Гербергером, що до того був асистентом Нерца.

## Подальше життя і смерть
Після звільнення з посади головного тренера збірної працював на адміністративних позиціях в струтктурі Берлінської футбольної асоціації. Після завершення Другої світової війни Нерца, як члена НСДАП і автора антисемітських статей, було заарештовано і запроторено до концентраційного табору Заксенгаузен в радянській зоні окупації, який на той час називався «Спецтабор №7 НКВС». Помер у цьому таборі 18 квітня 1949 року на 57-му році життя.

## Титули і досягнення
- Бронзовий призер чемпіонату світу: 1934